# Arrenurus simulans
Arrenurus simulans är en kvalsterart som först beskrevs av Marshall 1921.  Arrenurus simulans ingår i släktet Arrenurus och familjen Arrenuridae. Inga underarter finns listade i Catalogue of Life.